# Heliocontia valena
Heliocontia valena är en fjärilsart som beskrevs av Druce 1889. Heliocontia valena ingår i släktet Heliocontia och familjen nattflyn. Inga underarter finns listade i Catalogue of Life.